# 1921 no jornalismo
Nesta página encontrará referências aos acontecimentos directamente relacionados com o jornalismo ocorridos durante o ano de 1921.

## Eventos
- 21 de fevereiro - Fundação do jornal Avezinha (Paderne, Algarve, Portugal).
- 7 de abril - Inicio da publicação do Diário de Lisboa, tendo sido publicado até 1990[1].

## Nascimentos
| Data          | Nome                    | Profissão                                              | Nacionalidade  | Observações | Ref   |
| ------------- | ----------------------- | ------------------------------------------------------ | -------------- | ----------- | ----- |
| 20 de janeiro | Frances Lewine          | jornalista e correspondente da Casa Branca             | Estados Unidos | m. 2008     | [ 2 ] |
| 7 de março    | Waldir de Luna Carneiro | jornalista , contista e dramaturgo                     | Brasil         | m. 2013     |       |
| 3 de maio     | José Ángel Ezcurra      | jornalista                                             | Espanha        | m. 2010     | [ 3 ] |
| 1 de dezembro | Nestor de Holanda       | jornalista e escritor                                  | Brasil         | m. 1970     |       |
| 4 de dezembro | Carlos Franqui          | poeta, jornalista, crítico de arte e ativista político | Cuba           | m. 2010     | [ 4 ] |

## Mortes
| Data        | Nome        | Profissão                                   | Nacionalidade | Observações | Ref |
| ----------- | ----------- | ------------------------------------------- | ------------- | ----------- | --- |
| 23 de junho | João do Rio | jornalista, cronista, tradutor e dramaturgo | Brasil        | n. 1881     |     |